# Thomas Boston
Thomas Boston (1636 – 1732) è stato un teologo britannico.
Ministro della Chiesa di Scozia, servì per l'intero suo ministero nel villaggio di Ettrick, regione dei Borders.

## Teologia
La sua opera The Fourfold State of Human Nature (La quadruplice condizione della natura umana, del 1720) divenne un classico minore della teologia calvinista scozzese, quasi altrettanto influente de Il pellegrinaggio del cristiano, di John Bunyan. I quattro volumi, poi, che scrisse sul Patto di opere e il Patto di grazia, possono essere accostate alle opere della teologia riformata europea di quel periodo. Le opere del Boston sono state raccolte in 12 volumi.
È legato anche alla Marrow Controversy (Controversia del Midollo). Il Marrow of Modern Divinity (Il midollo della teologia moderna), di autore incerto, era una compilazione di scritti di autori riformati e puritani. Boston la scoprì, trovando che esprima la sua posizione, la promosse, e la fece ristampare accompagnandola da proprie note dettagliate. La Chiesa di Scozia, però, sotto l'influenza di una fazione neonomista, condanna il libro come eretico e contrario agli insegnamenti della Confessione di fede di Westminster. Ciononostante, Joseph Caryl, incaricato specificatamente dall'Assemblea di Westminster ad approvare ufficialmente i libri da considerarsi ortodossi, ne aveva dato l'imprimatur. La controversia che ne seguì è complessa ed amara, e la maggior parte delle figure che si schierarono in favore del Boston lasciò la Chiesa di Scozia nella prima secessione del 1733, sebbene il Boston stesso già fosse scomparso.
Boston è stato un Calvinista federale sostenitore della teologia della Confessione di fede di Westminster. La sua teologia federale, nella comprensione del concetto di grazia, non era né legalista né condizionale.

## Opere
- The Crook in The Lot
- Human Nature in its fourfold state
- Hell
- The Art of Man-Fishing